# Кобринська пуща
Кобринська пуща — лісовий масив який колись існував на Поліссі та долучався до Біловезької пущі. Знаходилася між селами Ригалі та Гірськ (нині Березівський район Брестської області), на річці Вінець.
Перша згадка про Кобринську пущу датується 1577 роком. Назва походить від міста Кобрин. Масові вирубки почалися в XIX столітті., У 2-й половині XX столітті відбулося знищення останніх залишків пущі.